# إينوتيكوماب
إينوتيكوماب هو جسم مضاد وحيد النسيلة بشري يرتبط ببروتين DLL4 وهو محفز للمناعة.